# Pristurus carteri
Espèce
Synonymes
- Spatalura carteri Gray, 1863

Statut de conservation UICN

 LC  : Préoccupation mineure
Pristurus carteri est une espèce de geckos de la famille des Sphaerodactylidae.

## Répartition
Cette espèce se rencontre au Yémen, aux Émirats arabes unis et à Oman, île de Masirah comprise. Il vit dans des milieux sablonneux et arides.

## Description
C'est un petit gecko diurne et terrestre, mais qui n'hésite pas à escalader les plantes ou arbustes.

C'est un animal assez fin, avec de longues et fines pattes, mais avec une tête relativement grosse, et de grands yeux. Bien que diurne, ses pupilles sont relativement allongées (et non strictement rondes comme chez la plupart des autres espèces diurnes). La queue est longue est particulièrement fine.
La couleur de base est le gris-beige, avec de petits points et bandes transversales plus sombres. Ce lézard semble pouvoir devenir plus ou moins foncé (comme de nombreux autres) selon ses besoins en chaleur.
Ces animaux tiennent souvent leur queue semi-enroulée verticalement, sur le dos. C'est de là que leur vient leur nom courant (traduit de l'anglais) de Gecko scorpion.
C'est un insectivore qui consomme la plupart des proies de taille adaptée (insectes, araignées, myriapodes…).

## Comportement
Les mâles sont territoriaux. Ils se battent jusqu'à s'infliger des blessures sérieuses pouvant parfois conduire à la mort d'un des protagonistes.

Les mâles ont souvent plusieurs femelles sur leur territoire, qu'ils défendent contre toute intrusion. Ils peuvent escalader de petits arbustes pour surveiller leur territoire, et sont aussi à l'occasion fouisseurs.

## Reproduction
Les mâles se reconnaissent au fait qu'ils sont un peu plus gros que les femelles, et ont des écailles apparentes et protubérantes sur la queue.
La reproduction a lieu au printemps. Les femelles pondent des séries de deux œufs, trois à quatre fois durant la saison.

Les œufs sont semi-enterrés, généralement sous des pierres, à l’abri de la pleine chaleur.
Ils incubent de cinquante à soixante jours selon la température.

## Liste des sous-espèces
Selon The Reptile Database (12 juin 2012) :
- Pristurus carteri carteri (Gray, 1863)
- Pristurus carteri tuberculatus Parker, 1931

## Étymologie
Cette espèce est nommée en l'honneur de Henry Carter.

## Publications originales
- Gray, 1863 : Description of a new lizard obtained by Mr. Henry Carter on the south-east coast of Arabia. Proceedings of the Zoological Society of London, vol. 1863, p. 236—237 (texte intégral).
- Parker, 1931 : Some reptiles and amphibians from S.E. Arabia. Annals and Magazine of Natural History, ser. 10, vol. 8, p. 514-522.